# ستروي ترانس جاز
 ستروي ترانس جاز هي شركة إنشاءات هندسية روسية في مجال صناعة النفط والغاز . تأسست الشركة في عام 1990. كانت في الأصل شركة تابعة لشركة غازبروم، لكن الآن تسيطر عليها غينادي تيموشينكو من خلال صندوق مجموعة فولغا سيكاف سيف.  تمت إضافة الشركة إلى قائمة المواطنين المعينين خصيصًا على موقع وزارة الخزانة الأمريكية بسبب ارتباطها بأزمة القرم 2014 . 

## عمليات
تشارك الشركة في هندسة وبناء خطوط الأنابيب ، ومرافق إنتاج النفط والغاز ، ومخازن الغاز تحت الأرض ، ومحطات الطاقة ، وكذلك الهياكل والمنشآت المدنية والصناعية. بالإضافة إلى روسيا ، تنشط الشركة في بلدان رابطة الدول المستقلة ، في الشرق الأوسط وتركيا والهند والجزائر وألمانيا واليونان. تشارك في إنشاء خط أنابيب الغاز العربي وخط أنابيب الطويلة والفجيرة للغاز وخط أنابيب الغاز في آسيا الوسطى والصين .   

## روابط خارجية
- موقع الشركة